# Iljuschin Il-30
Der taktische Bomber Iljuschin Il-30 (russisch Ильюшин Ил-30) stand in einer Reihe von mehreren Weiterentwicklungen der sowjetischen Il-28. Die Arbeiten an der Il-30 begannen bei Iljuschin Mitte 1948, kurz nachdem die Il-28 erstmals geflogen war. Aufgrund der Einführung der Tu-16 in den Truppendienst wurde sie jedoch nicht in die Serienproduktion übernommen.

## Entwicklung
Augenscheinlichste Veränderungen im Gegensatz zur Il-28 waren die mit je vier Grenzschichtzäunen versehenen gepfeilten Tragflächen mit einer Vorderkantenpfeilung von 30° sowie das Tandemfahrwerk. Dieses bestand aus zwei doppelt bereiften Haupträdern, die hintereinander im Rumpf angeordnet waren, sowie aus zwei kleinen Stützrädern, die in die Triebwerksgondeln integriert waren. Das gepfeilte Normalleitwerk war von der Il-28 übernommen worden, ebenfalls die Druckkabine.
Die ersten Entwurfsarbeiten für diesen Mitteldecker begannen Mitte 1948, im September 1949 begannen erste Hochgeschwindigkeits-Bodenversuche mit dem Prototyp durch Wladimir Kokkinaki. Zum Erstflug gibt es widersprüchliche Angaben. So soll er einerseits überhaupt nicht durchgeführt worden sein, da das Projekt auf Regierungsanweisung am 20. August 1950 eingestellt wurde. Andere Quellen sprechen von einem ersten Flug am 9. September 1949 mit anschließender, 1952 beendeter Erprobung. Jedenfalls wurde das Projekt letztlich eingestellt und Iljuschin konzentrierte sich in der Folge auf eine Verbesserung der bereits im Truppendienst stehenden Il-28. Der Prototyp wurde auf dem werkseigenen Flugplatz abgestellt und nicht mehr genutzt. Zum Anfang der 1960er Jahre wurde er schließlich verschrottet.
Die Il-30 diente als Basis für die Ende 1949 entwickelte Il-48 mit geändertem Hauptfahrwerk und eine auf drei Mann reduzierte Besatzung, da der sich hinter der Pilotenkanzel befindliche Abwehrstand wegfiel. Dieses Projekt wurde aber nicht verwirklicht und im Sommer des folgenden Jahres eingestellt. Als Nachfolgemodell entwickelte Iljuschin ab 1952 die 1955 erstmals geflogene Il-54, welche als erster sowjetischer Bomber die Schallgrenze durchbrach. Auch die Il-54 wurde nicht in Serie gebaut.

## Technische Daten

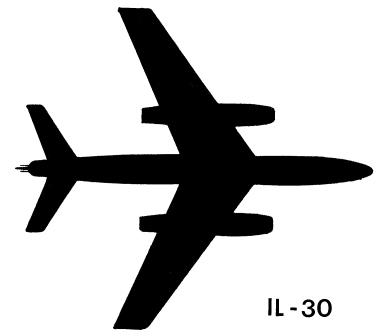
Schatten-Draufsicht

| Kenngröße                      | Daten |
| ------------------------------ | --- |
| Besatzung                      | 4 (Flugzeugführer, Navigator, zwei Bordschützen)                                                                                    |
| Spannweite                     | 16,50 m |
| Länge                          | 18,70 m |
| Flügelfläche                   | 100,00 m² |
| Leermasse                      | 22.967 kg |
| Startmasse                     | normal 32.552 kg maximal 37.552 kg                                                                                                  |
| Antrieb                        | zwei Strahltriebwerke Ljulka TR-3 mit je 45,5 kN Startschub                                                                         |
| errechn. Höchstgeschwindigkeit | 1.050 km/h |
| errechn. Marschgeschwindigkeit | 850 km/h |
| errechn. Gipfelhöhe            | 13.000 m |
| errechn. Reichweite            | 3.500 km mit 2.000 kg Bombenlast |
| errechn. Bombenlast            | 2.000–4.000 kg |
| Bewaffnung                     | zwei starre 23-mm-Kanonen NR-23 im Bug vier bewegliche 23-mm-Kanonen NR-23 in zwei Zwillingsständen auf dem Rumpfrücken und im Heck |